# Obrium annulicorne
Obrium annulicorne är en skalbaggsart som beskrevs av Francis Polkinghorne Pascoe 1869. Obrium annulicorne ingår i släktet Obrium och familjen långhorningar. Inga underarter finns listade i Catalogue of Life.